# Casa Romuli

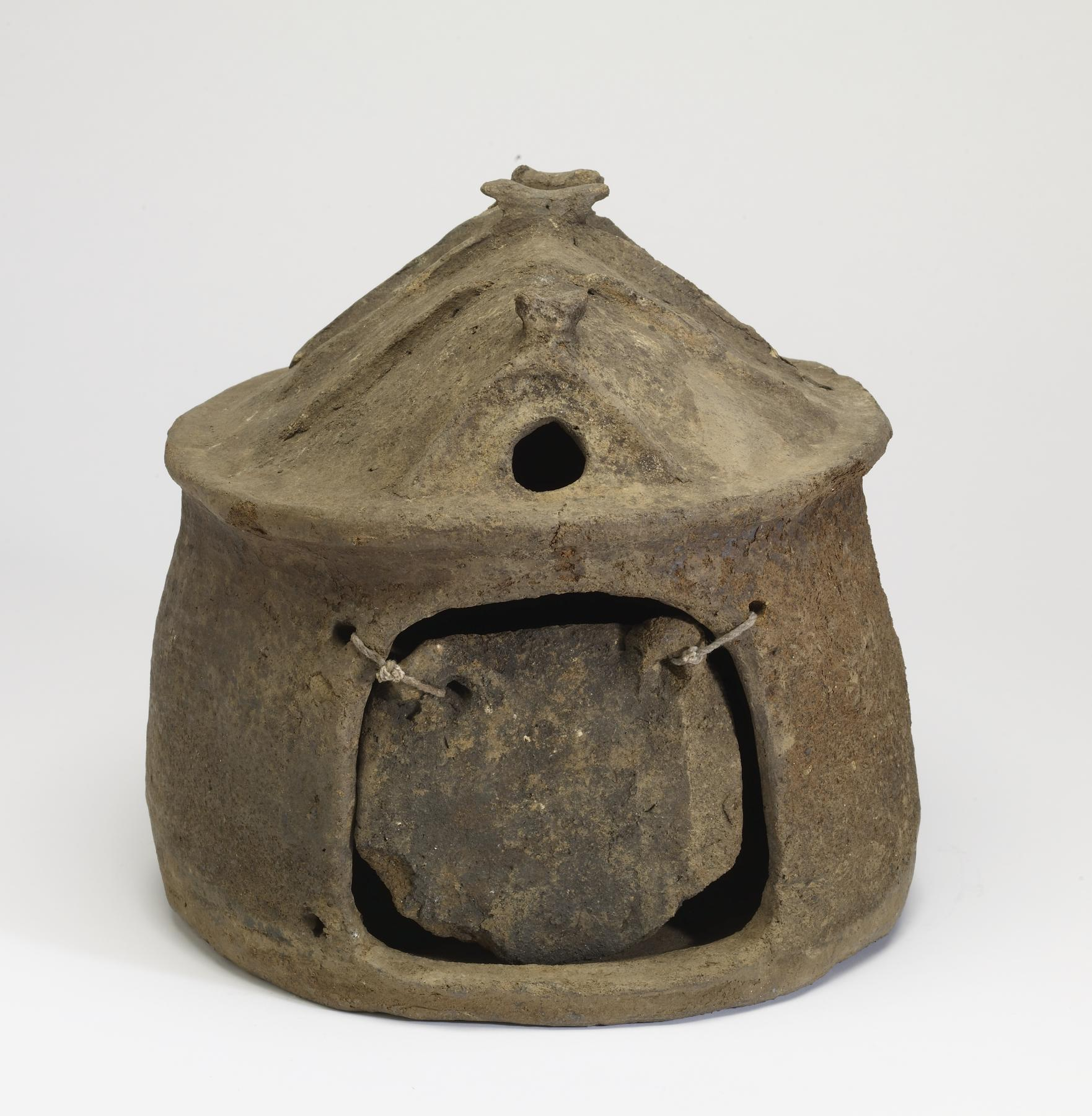
Urne funéraire de la culture villanovienne, montrant la forme probable de la maison de Romulus à Rome : un simple abri fait de boue et de paille.

Dans la Rome antique, la casa Romuli (maison de Romulus) était représentée par une hutte de paille au toit de chaume. Située à Rome, elle était placée sur le coin sud-ouest du mont Palatin, devant les temples de Cybèle et de la Victoire, soit près du temple qu'Auguste avait dédié à Apollon ou encore près de l'Escalier de Cacus (Scalae Caci) dont le sommet (supercilium) était considéré comme la fin de la Roma quadrata.
Elle était l'objet d'une grande vénération.
Elle fut restaurée chaque fois qu'elle avait été attaquée par le feu.
Il s'agissait peut-être de la hutte de Faustule (tugurium Faustuli), mentionnée, une fois, par Solin.
Elle fut conservée jusqu'au IVe siècle.
Une autre casa Romuli, probablement une réplique de la première, était située sur le Capitole, près de la curie calabre (curia calabra).

### Sources antiques
- Sur la première casa Romuli :
  - Denys d'Halicarnasse, Antiquités romaines, I, 79.
  - Dion Cassius, Histoire romaine, XLVIII, 43.
  - Plutarque, Vie de Romulus, 20.
- Sur le tugurium Faustuli :
  - Solin, Les Merveilles du monde, I, 18.
- Sur la seconde casa Romuli :
  - Conon, Narrations, 48.
  - Sénèque l'Ancien, Controverses, II, 1, 4.
  - Vitruve, De l'Architecture, II, 1, 5.

### Autres sources
- Platner (Samuel B.) et Ashby (Thomas), A Topographical Dictionary of Ancient Rome, Londres, Oxford University Press, 1929, In-8°, XVII-608 p.

- Richardson (Lawrence), A New Topographical Dictionary of Ancient Rome, Baltimore, Johns Hopkins University Press, 1992, XXXIV-458 p.,  (ISBN 978-0801843006) (voir la notice bibliographique du catalogue général de la Bibliothèque nationale de France).